# Павлов, Дмитрий Алексеевич
Дмитрий Алексеевич Павлов (30 мая 1985 года, Нижний Новгород, СССР) — российский сверхмарафонец, чемпион России по бегу на 100 км в закрытом помещении (2013), серебряный (2011) и бронзовый (2013) призёр чемпионатов Европы по бегу на 100 км в командном зачёте.

## Биография

### Ранние годы
Дмитрий Павлов родился 30 мая 1985 года в Нижнем Новгороде. Бегать начал с третьего класса под руководством отца, большого любителя лёгкой атлетики и лыж. Когда Дмитрий учился в восьмом классе, в его школу пришёл тренер Михаил Владимирович Дулуб и взял его вместе с братом Олегом в секцию лёгкой атлетики в клубе "Полёт". Поначалу Дмитрий пробовал бегать разные дистанции от 600 м до 5 км, но вскоре тренер разглядел в нём потенциал для бега на более длинные дистанции.

### Спортивная карьера
Свой первый марафон Дмитрий пробежал в 2006 г. ("Космический марафон" в Королёве) и стал его серебряным призёром. В том же году выиграл Нижегородский марафон и выполнил норматив кандидата в мастера спорта в марафонском беге. 
С 2009 г. Дмитрий бегает ультрамарафоны. В 2010 г. занял третье место на зимнем чемпионате России по бегу на 100 км. Участник чемпионата мира 2010 г. по бегу на 100 км в Гибралтаре. В 2011 г. входил в состав сборной России, которая заняла 2 место в командном зачёте на чемпионате Европы по бегу на 100 км в Винсхотене. 15-16 февраля 2013 г. в рамках XIII сверхмарафона "Ночь Москвы" одержал победу в первенстве Москвы по 6-часовому бегу и на зимнем чемпионате России по бегу на 100 км, выполнив при этом норматив мастера спорта. В том же году на чемпионате Европы по бегу на 100 км в Бельвесе показал 9-й результат в индивидуальном зачёте и лучшее время среди российских участников. Благодаря этому сборная России заняла третье место в командном зачёте. В ноябре 2014 г. участвовал в чемпионате мира по бегу на 100 км в Дохе. Последним крупным соревнованием с участием Дмитрия стал престижный пробег "100 km del Passatore" в мае 2015 г. в Италии, на котором он занял 2-е место. После того как в ноябре 2015 году IAAF отстранила российских легкоатлетов от международных стартов, он перестал активно участвовать в соревнованиях.

#### Достижения
- XXX Космический марафон, Королёв, 24 сентября 2006 - 2 место (2:28:23)
- Нижегородский марафон, Нижний Новгород, 8 октября 2006 - 1 место (2:26:58)
- Марафон «Малый Китеж», Городец, 20 июля 2008 - 1 место (2:29:39)
- Марафон «Малый Китеж», Городец, 19 июля 2009 - 1 место (2:34:05)
- Первый Республиканский 9-часовой сверхмарафон «Саранская ночь», Саранск, 5–6 декабря 2009 - 1 место (111140 м)
- Чемпионат России по бегу на 100 км, Москва, 29–30 января 2010 - 3 место (7:57:42)
- Марафон «Малый Китеж», Городец, 18 июля 2010 - 1 место (2:32:05)
- Чемпионат мира и Европы, 10 сентября 2011, Винсхотен - 12 место в индивидуальном зачёте (Европа, 7:21:29) и 2 место в командном зачёте (Европа)
- Nacht van Vlaanderen, Торхаут, 22-23 июня 2012 - 3 место (7:13:22)
- Чемпионат Москвы по 6-часовому бегу, Москва, 15–16 февраля 2013 - 1 место (85800 м)
- Чемпионат России по бегу на 100 км, Москва, 15–16 февраля 2013 - 1 место (6:56:57, личный рекорд)
- Чемпионат Европы, Бельвес, 27-28 апреля 2013, - 9 место в индивидуальном зачёте (7:08:12) и 3 место в командном зачёте
- Nacht van Vlaanderen, Торхаут, 21-22 июня 2013 - 3 место (7:04:47)
- 100 km del Passatore, Флоренция - Фаэнца, 30.-31.05.2015 - 2 место (7:17:32)

### Тренерская деятельность
После завершения спортивной карьеры Дмитрий некоторое время занимался бизнесом (продавал спортивную экипировку), а затем переключился на тренерскую деятельность, к которой давно испытывал тягу. Ещё будучи действующим спортсменом, Дмитрий вёл секцию ОФП в родном экономико-правовом колледже. В 2016 г. стал дипломированным тренером и открыл в Нижнем Новгороде собственную "Академию бега".

## Образование
- Нижегородский экономико-правовой колледж (бухгалтер-экономист)[3]
- Нижегородский государственный университет (2009, экономист-менеджер)[3]
- Нижегородский государственный педагогический университет (2016, тренер)[4]